# Across the Badlands
Across the Badlands è un film del 1950 diretto da Fred F. Sears.
È un western statunitense con Charles Starrett, Smiley Burnette, Helen Mowery, Stanley Andrews e Robert J. Wilke. Fa parte della serie di film western della Columbia incentrati sul personaggio di Durango Kid.

## Produzione
Il film, diretto da Fred F. Sears su una sceneggiatura e un soggetto di Barry Shipman, fu prodotto da Colbert Clark per la Columbia Pictures e girato nel ranch di Corriganville a Simi Valley e nell'Iverson Ranch a Chatsworth, Los Angeles, in California, dal 31 marzo al 7 aprile 1950.

## Promozione
La tagline è: The Badlands Echo With Six-Gun Action!.

## Distribuzione
Il film fu distribuito negli Stati Uniti dal 14 settembre 1950 al cinema dalla Columbia Pictures. È stato distribuito anche in Brasile con il titolo Terra dos Bandidos.